# Rhabdomastix (Rhabdomastix) sadoensis
Rhabdomastix (Rhabdomastix) sadoensis is een tweevleugelige uit de familie steltmuggen (Limoniidae). De soort komt voor in het Palearctisch gebied.